# ميشيل تالجراند
ميشيل بيير تالجراند (بالفرنسية: Michel Talagrand)‏ (مواليد 15 فبراير 1952) هو عالم رياضيات فرنسي. دكتور علوم منذ عام 1977، عمل منذ عام 1985 كمدير للمركز في المركز الوطني للبحوث العلمية وعضو في فريق التحليل الوظيفي بمعهد الرياضيات في باريس. تم انتخاب تالجراند كمراسل لأكاديمية العلوم في باريس في مارس 1997، ثم كعضو كامل العضوية في قسم الرياضيات في نوفمبر 2004.
يدرس تالجراند أساسًا التحليل الدالي ونظرية الاحتمالات وتطبيقاتها.